# Бартош, Франтишек
Франтишек Бартош (чеш. František Bartoš; 16 марта 1837, Злин, Моравия (ныне Злинского края Чехии) — 11 июня 1906, Злин, Австро-Венгрия) — видный деятель моравской культуры: педагог, лингвист, этнограф, фольклорист, диалектолог, организатор науки.

## Биография и исследования
Образование получил в гимназии в Оломоуце и на философском факультете Венского университета, где изучал чешскую и классическую филологию (латинский, греческий). В 1864 году работал школьным учителем в Стражницах, позже занимал преподавательские должности в Оломоуце, Тешине, первой чешской гимназии в Брно (1869). В 1888 году стал директором второй Чешской гимназии в Брно.
Последователь Франтишека Сушила, пионера моравской этномузыкологии. В области исследований чешского языка (особенно в области синтаксиса) внëс значительный вклад в развитие и кодификацию чешского языка, моравской диалектологии. Его главной работой в этой области являются справочники «Rukověť správné češtiny» (1891) и «Skladba jazyka českého» (1895), которые неоднократно переиздавались.
Во время поездок в сельские местности Моравии занимался изучением и записывал моравский диалект. Его исследования впоследствии опубликованы в двух томах моравских диалектов (1886, 1895) и диалектологическом моравском словаре (1906).
Будучи моравским этномузыковедом, собирателем фольклора, народных песен, Бартош, в частности, организовал сбор, категоризации и редактирование сотен моравских народных песен, которые были опубликованы в четырех томах, наряду с около 4 000 народных песен других этнических традиций. Его этнографические монографии и работа в целом рассматриваются, как одни из главных в деле в сохранении культурного наследия Моравии. Тем не менее, Бартош, как и многие другие ранние европейские фольклористы, записывавшие народные песни и музыку, иногда менял тексты народных песен, тем самым снижая документальную ценность работы.
Занимаясь педагогикой, одновременно сотрудничал с великим композитором Яначеком, который помог ему со сбором и изданием моравских народных песен. Бартош, в свою очередь, способствовал знакомству Яначека с чешскими и моравскими народными песнями, которые оказали немалое влияние на его музыкальные композиции.

## Признание и память
Ф. Барош — член-корреспондент Королевского чешского общества наук (1884), почетный президент славянской этнографической выставки в Праге в 1895 году, действительный член Чешской академии наук императора Франца Иосифа, Чешской академии наук, литературы и искусства (1890), член Моравского фонда (позже редактор журнала «Матица Моравская»). За свою работу отмечен также рядом зарубежных наград. В 1903 году был избран членом-корреспондентом Санкт-Петербургской академии наук.
Памяти Бартоша посвящены две кантаты чешско-русского композитора Игнатия Воячека.

## Избранная библиография
- Über die modale Bedeutung des böhmischen Instrumentals. Programm des k. k. katholischen gymnasiums in Teschen — (1868)
- Anthologie z národních písní československých… — (1874)
- Vlasť. Kytice z básní vlasteneckých. Uvil Josef Zapletal — (1875)
- Malá Slovesnosť, kterou za knihu učebnou a čítací pro vyšší třídy škol středních sestavil Jan Kosina a Fr. Bartoš — (1876)
- Skladba jazyka českého — (1895)
- Nové národní písně moravské s nápěvy do textu vřaděnými — (1882).  Архивная копия от 9 июня 2020 на Wayback Machine
- Lid a národ — (I. — 1883, II. — 1885)
- Dialektologie moravská — (I. — 1886, II. — 1895)
- Národní písně moravské v nově nasbírané — (1889)
- Naše děti — (1888)
- Kytice z národních písní moravských, kterouž uvili František Bartoš a Lev Janáček — (1890).  Архивная копия от 9 июня 2020 на Wayback Machine
- Rukověť správné češtiny — (1891)
- Moravský lid — (1892)
- Moravská svatba — (1892)
- Volksleben der Slaven. Die österreichisch-ungarische Monarchie in Wort und Bild, sv. Mähren und Schlesien — (1897)
- Národní písně moravské v nově nasbírané. (Spolu s L. Janáčkem.) — (1899, 1901).  Архивная копия от 3 сентября 2020 на Wayback Machine
- Domácí čítanka z lidu pro lid — (1900)
- Líšeň. (Spolu s Cyrilem Mašíčkem.) — (1902)
- Sto lidových písní českoslovanských s rozbory a výklady — (1903)
- Dialektický slovník moravský — (I. — 1905, II. — 1906)
- Deset rozprav lidopisných — (1906)
- Kytice z lidového básnictva — (1906)